# 索尼Xperia SL
Sony Xperia SL是日本電子公司Sony於2012年發佈的旗艦級智能手機，Xperia S的兄弟機，屬於Xperia NXT系列，是Sony Xperia S的後續，具備Walkman音樂播放器，與Facebook整合，於2012年9月推出。

## 硬件
Sony Xperia SL具備4.3吋Reality Display屏幕，解像度為1280 x 720 HD，是當時所有Sony手機中最清晰的手機。採用Qualcomm MSM8260 1.7GHz雙核處理器，1210萬像素後置ExmorR鏡頭，130萬像素前置鏡頭，HDMI輸出功能，內置1GBRAM、32GB快閃記憶體儲存。

## 作業系統
Xperia SL採用Android 4.0.4 Ice Cream Sandwich作業系統，並已提供Android 4.1.2 Jelly Bean更新。

## 顏色
顏色包括：
| 顏色 | 名稱   | 英語   |
| ---- | ------ | ------ |
|      | 黑色   | Black  |
|      | 白色   | White  |
|      | 粉紅色 | Pink   |
|      | 銀色   | Silver |

## 外部連結
- Xperia™ SL - 索尼官方網站 （页面存档备份，存于） 中文